# Castillo de Bacares
El castillo de Bacares es una fortificación situada en el casco urbano de la localidad almeriense de Bacares, España. Sus restos cuentan con la protección de la Declaración genérica del Decreto de 22 de abril de 1949, y la Ley 16/1985 sobre el Patrimonio Histórico Español.

## Descripción
El castillo se encuentra situado en un extremo del núcleo urbano, sobre un pequeño cerro desde el que se domina la población, en un lugar con un dificultoso acceso, de carácter exclusivamente peatonal. Orientado hacia el valle que sirve de camino natural al pueblo, los restos del recinto se sitúan entre los dos barrios principales del actual Bacares.
El castillo es un recinto de planta rectangular, con cinco torres cuadrangulares y otra rectangular de mayor tamaño y compartimentada; esta disposición de gran torre, con una muralla con torreones en los ángulos responde al modelo denominado de calahorra que se generalizó en la zona en el siglo XIII. El castillo siguió en uso durante los siglos XIV y XV, y en el XVI debió empezar su abandono.
Se trata de un castillo de pequeñas dimensiones que contaba con un total de siete dependencias que se disponían alrededor de un pequeño patio de armas. De estas dependencias se conservan los cimientos y parte de los muros interiores de las mismas. En su interior, en uno de sus lados se sitúa un aljibe que se conserva. Fue construido con muros de mampostería dispuesta en hileras planas y unidas con argamasa en las zonas bajas y tapial en las altas. 
Durante los años 2008 y 2009 se realizó una intervención en el castillo. Todos los restos se encontraban en muy mal estado, sin facilidad de acceso y con importantes oquedades en los muros de tapial y pérdidas de mortero en los de mampostería, con el consiguiente peligro de desaparición de los restos. El castillo dispone de unas edificaciones adosadas que se encontraban en estado ruinoso, con pérdidas de estabilidad de los muros, pudrición y derrumbe de las cubiertas, y ausencia de revestimientos y carpinterías.

## Historia
El castillo, si bien puede tener su origen en el siglo XI, como sugieren algunos lienzos construidos en tapial, se construyó en su mayor parte en el siglo XIII, pudiéndose relacionar con el final del período almohade y el principio del reino nazarí de Granada, de cuyo conjunto de elementos defensivos formaría parte, y, en concreto del sistema dispuesto en la Sierra de Filabres. Sería un momento de inseguridad acusada en la zona, pues los textos documentan la construcción del castillo de Velefique por el cadí Ibn al-Hayy (1158-1219), y su intervención en la construcción de 18 aljibes en las construcciones de la zona, que no se llegan a especificar. 
Aunque no hay datos al respecto, por la similitud del material constructivo, básicamente mampostería, se cree que a ese mismo período correspondería la edificación o remodelación de diversos castillos de la zona, entre los que se encuentra el de Bacares.